# Atletica leggera ai Giochi della XXI Olimpiade - 100 metri piani femminili

Video della Finale

I 100 metri piani hanno fatto parte del programma femminile di atletica leggera ai Giochi della XXI Olimpiade. La competizione si è svolta nei giorni 24-25 luglio 1976 allo Stadio Olimpico (Montréal).

## Presenze ed assenze delle campionesse in carica
| Competizione      | Atleta          | Prestazione | Montréal 1976 |
| ----------------- | --------------- | ----------- | ------------- |
| Olimpiadi 1972    | Renate Stecher  | 11”07       | Presente      |
| Commonwealth 1974 | Raelene Boyle   | 11”27       | Presente      |
| Europei 1974      | Irena Szewińska | 11”13       | Solo 400 m    |
| Asiatici 1974     | Esther Roth     | 11”90       | Solo 100 hs   |
| Panamericani 1975 | Pamela Jiles    | 11”38A      | 4ª ai Trials  |

La vincitrice dei Trials USA è Brenda Morehead con 11”08.
 
Durante la stagione la tedesca Ovest Inge Helten stabilisce il nuovo record del mondo con 11”04.

## La gara
Nei Quarti fa sensazione il tempo della tedesca Ovest Annegret Richter che vince con 11"05, a solo un centesimo dal primato mondiale della connazionale Helten.

In semifinale la Richter segna il nuovo record del mondo con 11"01. È la chiara favorita per il titolo.
La campionessa in carica, Renate Stecher, è comunque in forma (11"10), quindi se nella gara decisiva la Richter sbagliasse la partenza può sempre infilarla. Non riesce a qualificarsi la vincitrice dei Trials, Brenda Morehead: è sesta nella seconda semifinale.
In finale tutte partono bene. La Richter acquisisce un vantaggio iniziale sulla Stecher e riesce a mantenerlo fino alla fine.
Al quinto e ottavo posto giungono, rispettivamente, la diciannovenne americana Evelyn Ashford e la diciottenne tedesca Est Marlies Oelsner. Avranno tutt'e due un grande futuro, ma in seguito non si potranno più ritrovare alle Olimpiadi, a causa dei boicottaggi incrociati del 1980 e del 1984.

## Risultati

### Turni eliminatori
| 6 Batterie         | 24 luglio | 40 iscritte   | Si qualificano le prime 5 più i due migliori tempi. |
| 4 Quarti di finale | 24 luglio | 8 + 8 + 8 + 8 | Si qualificano le prime 4.                          |
| 2 Semifinali       | 25 luglio | 8 + 8         | Si qualificano le prime 4.                          |
| Finale             | 25 luglio | 8 concorrenti |                                                     |

### Finale
| Pos | Paese          | Atleta           | Tempo  |
| --- | -------------- | ---------------- | ------ |
|     | Germania Ovest | Annegret Richter | 11” 08 |
|     | Germania Est   | Renate Stecher   | 11” 13 |
|     | Germania Ovest | Inge Helten      | 11” 24 |